# Cherleria sedoides
Cherleria sedoides là loài thực vật có hoa thuộc họ Cẩm chướng. Loài này được Carl Linnaeus mô tả khoa học đầu tiên năm 1753. Tuy nhiên, trong một thời gian dài kể từ năm 1899 nó được biết đến như là Minuartia sedoides sau khi William Philip Hiern chuyển nó sang chi Minuartia nghĩa rộng.
Nghiên cứu năm 2014 của Markus S. Dillenberger và Joachim W. Kadereit nhận thấy Minuartia nghĩa rộng là đa ngành và phục hồi lại chi Cherleria cũng như chuyển Minuartia sedoides về danh pháp gốc của nó.

## Phân bố
Loài bản địa vùng cận núi cao hoặc cận Bắc cực. Tìm thấy tại đảo Anh, Áo, Ba Lan, Cộng hòa Séc, Đức, Italia, Nam Tư cũ, Pháp, Romania, Slovakia, Tây Ban Nha, Thụy Sĩ. Nó khác biệt ở chỗ có các lá hình mác (so với lá thẳng hoặc lá thẳng-hình mác ở các loài Cherleria khác) với các đầu chóp tù và các cánh hoa bị tiêu giảm hoặc thường thì hoàn toàn không có.